# Junta
Junta (uitspraak: [ˈxunta], [ˈxũn̪t̪a]) is een van origine Spaans woord dat in het Spaans regering, commissie, comité, bestuur, regime of raadsvergadering kan betekenen. Buiten de Spaanstalige wereld wordt het woord meestal gebruikt als synoniem voor militaire dictatuur, in het bijzonder voor militaire dictaturen in Latijns-Amerika, en kent het woord een negatieve connotatie. In het Spaans heeft het die connotatie echter niet.
Het Spaanse werkwoord juntar betekent 'samenvoegen', junta betekent in die context dan 'samen' of 'samenwerking'. Het kan ook betekenen het samenvoegen van machine-onderdelen met behulp van een pakking (een junta de estanqueidad), of de voeg in metselwerk.